# Ерденесант
Ерденесант (монг.: Эрдэнэсант) — сомон аймаку Туве, Монголія. Територія 3,1 тис. км², населення 6,2 тис. Центр — селище Улаанхутаг розташоване на відстані 240 км від м. Зуунмод та 214 км від Улан-Батора.

## Рельєф
Більшу частину території займають долини Угалзат, Сайн хундлун, Хутул, Давс, Ягаан, Цагаантолгой. Гори Батхаан (2150 м), Ундурсант (1530), Дендгер (1670 м), Іх аргал (1694 м), Іх Хорго (1720 м) та ін. Річки Бад, Улз, Налай, озера Хутул, Цагаан, Улаан та ін.

## Клімат
Різкоконтинентальний клімат, середня температура січня −19-20С, липня +18С, у середньому протягом року випадає 250–320 мм опадів.

## Корисні копалини
Золото, срібло, будівельна сировина.

## Тваринний світ
Водяться лисиці, вовки, козулі, зайці, тарбагани.

## Соціальна сфера
Є школа, лікарня, сфера обслуговування, майстерні.